# Stallklima
Als Stallklima bezeichnet man die in einem Stall vorherrschenden Umgebungsbedingungen für die gehaltenen Tiere. Dabei spielen vor allem Lufttemperatur, relative Luftfeuchtigkeit, Luftgeschwindigkeit und die Konzentrationen schädlicher Gase wie Ammoniak eine Rolle. Für das Stallklima gibt es rechtliche Vorgaben auf EU-, Bundes- und Länderebene. Die klimatischen Anforderungen unterscheiden sich nach Tierart und Nutzungsrichtung und erfordern entsprechende bauliche Voraussetzungen an Stallhülle, Heizung und Lüftung. Suboptimale Umgebungsbedingungen verursachen verminderte Leistungen und das vermehrte Auftreten von Erkrankungen.
In der EU gibt es eine allgemeingültige Richtlinie über Mindestanforderungen für den Schutz von landwirtschaftlichen Nutztieren und spezielle Richtlinien über
Mindestanforderungen für den Schutz von Kälbern, Schweinen und Legehennen und zur Haltung von Wildtieren in Zoos und zur Versuchstierhaltung. In Deutschland regelt die Tierschutz-Nutztierhaltungsverordnung (TierSchNutztV) die grundlegenden Anforderungen an die Tierhaltung.

## Lufttemperatur
Die Lufttemperatur sollte sich in einem Optimalbereich bewegen. Unterhalb der unteren Grenztemperatur (UGT) muss das Tier einen Teil der Nahrungsenergie zur Wärmeproduktion und damit zur Aufrechterhaltung der Körpertemperatur nutzen, was Leistungseinbußen zur Folge hat. Höhere Temperaturen verlangen ebenfalls Thermoregulatorische Leistungen zur Abkühlung des Körpers.
| Tierart/Nutzungsrichtung         | optimale Temperatur in °C |
| -------------------------------- | ------------------------- |
| Reit- und Rennpferde             | 12–16                     |
| Arbeitspferde                    | 10–14                     |
| Kälber bis 60 kg                 | 16–20                     |
| Mastrinder 150–500 kg, Milchkühe | 0–15                      |
| Ferkel                           | 12–30                     |
| Mastschweine über 60 kg          | 9–18                      |
| Eber, Jungsauen, tragende Sauen  | 8–15                      |
| Legehennen                       | 15–33                     |